# Harvey Newton-Haydon
Harvey Newton-Haydon (* 7. August 1988 in London) ist ein britisches Model.

## Karriere
Newton-Haydon wurde 2009 in New York City entdeckt und lief  ein Jahr später für den britischen Designer John Galliano über den Laufsteg.
Es folgten Kampagnen für Hugo Boss, Roberto Cavalli, Le Specs, Springfield Man & Woman, Joop (Unternehmen), L’Oréal, Swatch.
Newton-Haydon arbeitete  mit dem ungarischen Model Barbara Palvin.
2015 steht er für Hugo Boss und Springfield Men & Woman vor der Kamera. Er steht bei NEXT Model Management unter Vertrag.

## Filmografie
- 2015: He Who Has It All